# Paolo e Francesca (Ingres)
Paolo e Francesca (Paolo et Francesca) è una serie di quadri dipinti da Jean-Auguste-Dominique Ingres tra il 1814 e il 1850. Un disegno preparatorio è conservato al museo del Louvre di Parigi.

## Storia

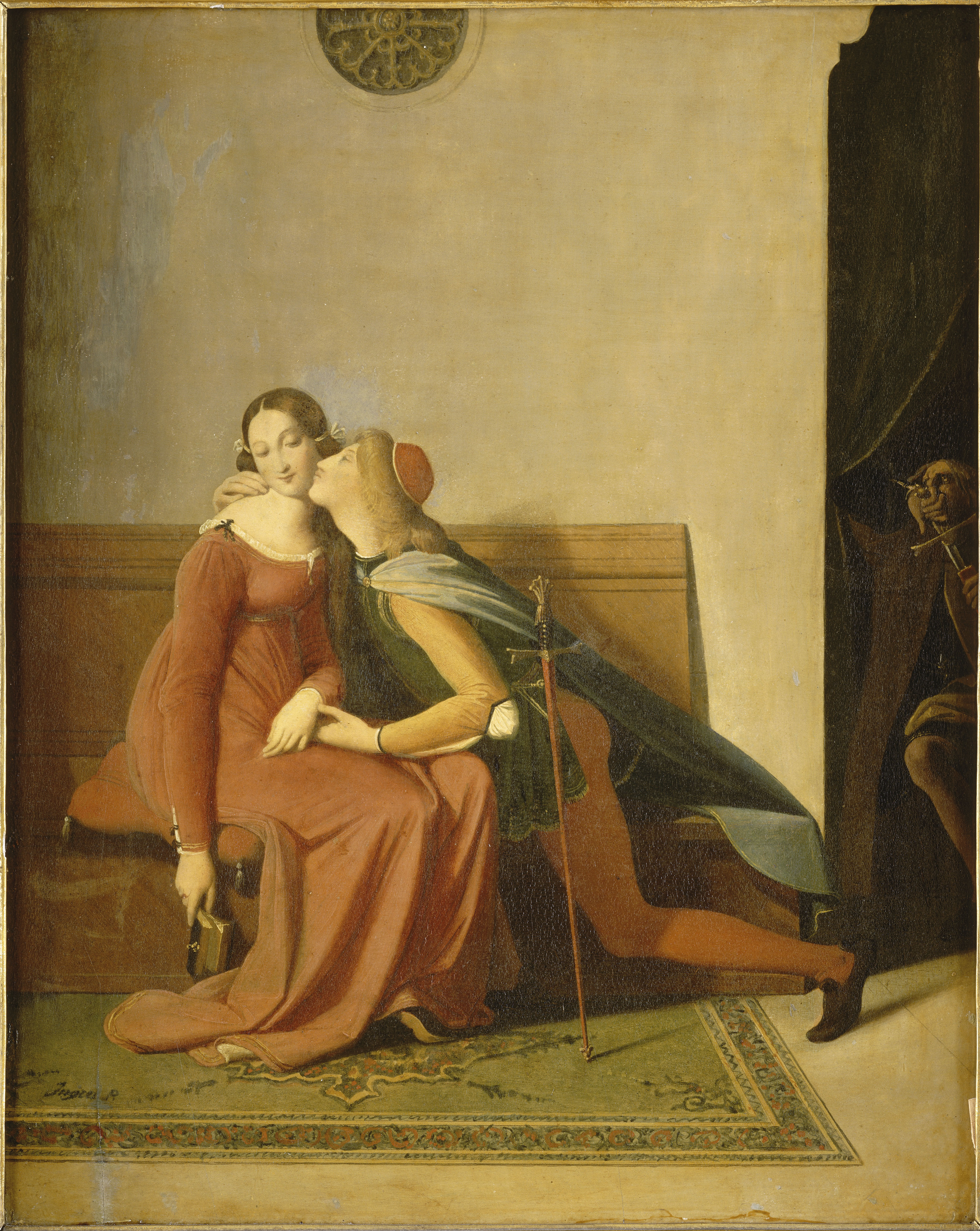
La prima versione dell'opera, conservata al museo Condé.

Il primo dipinto della serie venne commissionato ad Ingres da Carolina Murat nel 1814. Questa versione dell'opera venne poi acquistata dal duca d'Aumale nel 1854 e venne donata al museo Condé di Chantilly nel 1886, per poi entrare nelle collezioni nel 1897.
La versione oggi conservata ad Angers venne commissionata dal conte Pastoret per la Società degli Amici dell'Arte a Parigi, ma egli rifiutò poi l'opera, che venne acquistata dal pittore Turpin de Crissé. L'opera venne poi donata al museo dopo la morte di Turpin, come lascito testamentario.

## Descrizione

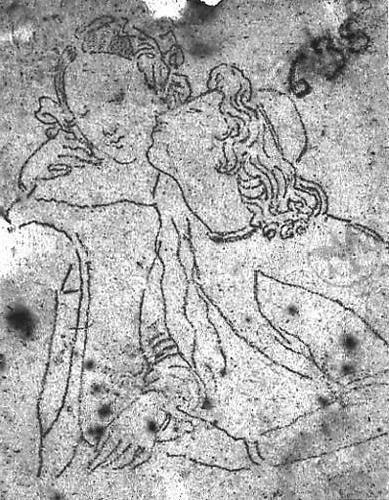
Un bozzetto raffigurante i due protagonisti, conservato al museo Ingres di Montauban.

Il soggetto di queste opere è la storia di Paolo e Francesca narrata nell'Inferno, la prima cantica della Divina Commedia di Dante Alighieri. Questa serie di dipinti costituisce, assieme a Raffaello e la nipote del cardinale Bibbiena del 1813, uno dei primi approcci di Ingres allo stile pittorico noto come stile troubadour. Delle sette versioni realizzate sul tema, quella al museo di belle arti di Angers è considerata la più celebre, in particolare per le deformazioni della figura di Paolo Malatesta, in quanto il rigonfiamento del collo richiama un dettaglio che si trova in un'altra tela ingresiana, Giove e Teti. La frontalità della composizione e i dettagli degli abiti e dei mobili sono un richiamo alla pittura rinascimentale nell'Europa d'Oltralpe. Ingres potrebbe essersi rifatto ad un'incisione realizzata dall'inglese John Flaxman per la Divina Commedia.
In generale, Paolo Malatesta è raffigurato mentre si allunga per baciare Francesca da Polenta, che arrossisce e lascia cadere il libro che teneva in mano. Molti di questi dipinti mostrano i due amanti che vengono sorpresi dal marito di Francesca, Gianciotto Malatesta, che impugna la spada con la quale li ucciderà. Il poeta francese Théophile Gautier affermò che lo slancio di Paolo verso la donna amata è come quello di un "uccello innamorato". Il vestito rosso indossato da Francesca simboleggia l'amore passionale che porterà lei e Paolo alla morte.

## Galleria d'immagini

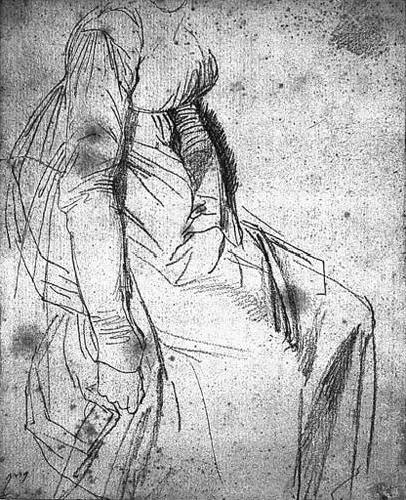
Uno studio per il vestito di Francesca da Rimini.
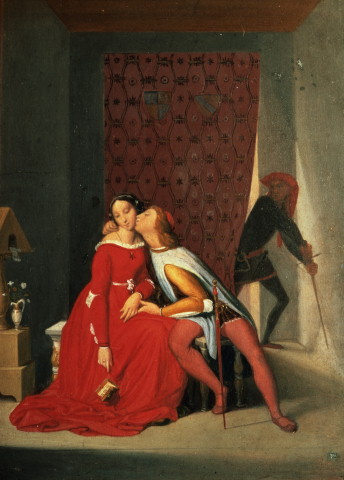
La versione conservata al museo Bonnat di Bayonne, realizzata nel 1819.
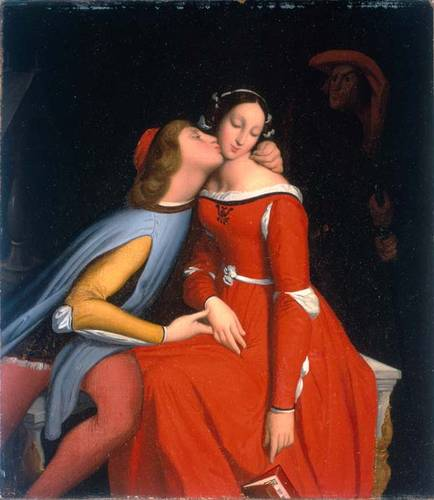
L'ultima versione, conservata al museo Soumaya, a Città del Messico.